# جهان ظالم (ترانه)
«جهان ظالم» یا «دنیای بی‌رحم» (به انگلیسی: Cruel World) ترانه‌ای ضبط‌شده از هنرمند اهل ایالات متحده آمریکا لانا دل ری برای سومین آلبوم استودیویی‌اش خشونت افراطی (۲۰۱۴) است. این ترانه اولین قطعه همان آلبوم است.
این ترانه مورد علاقه لانا دل ری از آلبوم خشونت افراطی است. وی در مصاحبه با مجله کِلَش گفت: «به پلاژ رفتم و شخصاً به همه چیز فکر می کردم. آیه اول متفکرانه و آرام است، اما بعد از آن کر به این دنیای پر هرج و مرج و ساب-باس های سنگین می افتد. کنار هم قرار گرفتن آن دو جهان، آغاز آرام و آواز پر هرج و مرج، شرایط شخصی من را خلاصه می کرد که همه چیز به راحتی پیش می رفت و بعد از آن همه چیز به هم ریخته بود. مثل من بود.»
در مصاحبه دیگری با شماره ژوئن Les Inrockuptibles، وی همچنین این ایده دوگانگی بین آیات و کر را هنگام صحبت در مورد آهنگ گسترش داد: «دنیای بی‌رحم همه چیز را تعیین کرد. از نظر جغرافیایی، آلبوم را تنظیم می کند: گیتار دن بلافاصله با کالیفرنیا ملاقات می کند. در ابتدای متن، "épure" خاصی وجود دارد، یک سادگی. و سپس گروه کر با طبل های بزرگ و بی نظمی الکتریکی اش می رسد... این زندگی مشترک بین عادی بودن و هرج و مرج بسیار نمادین از آنچه در زندگی ام بوده ام است.»

## تحلیل
همین ترانه لحن آلبوم خشونت افراطی را تنظیم می‌کند: آلبومی پر از پیچیدگی های دارک، مضامین متضاد و معانی ای که در تضاد با یکدیگر هستند. ابیات ملایم «دنیای بی‌رحم» کاملاً در تضاد با گروه کر آشفته‌ای است که با ناله‌های لانا که «تو برای من دیوانه‌ای» از هم می‌پاشد. لانا دل ری تصمیم گرفته این شخص را ترک کند زیرا اوضاع از کنترل خارج شده است و در نهایت متوجه می شود که این رابطه چقدر ناسالم است. مردی که مشهور است، چندین معشوقه دارد، و همیشه در اطراف مواد مخدر است؛ علاوه بر این، «انجیل و تفنگ» او می تواند نشان دهد که او یا ریاکار است یا طرف های متضادی با خود دارد. لانا دل ری حتی می خواند که هنوز عاشق معشوقه ها و مواد مخدر اوست، اما رابطه ایشان برای همیشه تمام شده است.
دل ری از طریق اشعار سعی می کند خود را متقاعد کند که بدون آن مرد خوشحال تر است، با اینکه در ته دل خود کمی اندوه دارد. تکرار مداوم آهنگ هم برای تنظیم لحن آلبوم و هم به عنوان پیامی است که اشتیاق/نوستالژی‌ دل ری هنوز وجود دارد، همیشه بخشی از او وجود دارد که می خواهد دوباره به گذشته دارک خود برگردد. با این حال، یک قسمتی از دل خود خوشحال است که آن مرد خشن و نشئه در زندگی دل ری دیگر وجود ندارد.